# ココロボ (掃除機)
ココロボ（英:COCOROBO）は、家電メーカーシャープが製造販売する掃除用ロボットである。2012年6月に販売開始された。

## 概説
シャープが独自開発した人工知能を搭載し、関西弁や標準語での音声告知機能があるのが特徴である。
ゴミの量が満杯になると「苦しいわ」、キレイにしてと話しかけると「わかった」、段差があると「おっとっと」、充電不足になると「助けて」など36の言葉を認識し、53のパターンから最適な言葉を選んで返答できる。日本語の他、英語や中国語にも対応する。
その他、プラズマクラスターが搭載されており、浮遊アレル物質の作用を抑え、浮遊・吸着カビ菌の除去や抑制を行う。
RX－V100は無線LANに対応しており、本体内蔵カメラが撮影した室内写真を、外出先からスマートフォンで確認できる機能もある。
2014年に11月に期間限定発売されたRX-CLV1（RX-V200をベースにしている）では「プレミアムなCOCOROBO」<妹Ver.>と銘打ち、漫画家・イラストレーターの霜月絹鯊によるイラストが描かれ、声優の木戸衣吹（ホリプロ所属）による特製ボイスが収録される。
CEATEC JAPAN 2016ではボーカロイドライブラリと「COCORO MUSIC A.I.エンジン」のデモが行われた。

## 機種
初代機には2機種ある。
- RX-V100 
  - 機能：掃除機能、ココロエンジン、プラズマクラスター、ボイスコミュニケーション、無線LAN&カメラ搭載
  - カラー：ホワイト、パールホワイト
- RX-V80
  - 機能：掃除機能、ココロエンジン、プラズマクラスター
  - カラー：シルバー系、シルバー